# Stębark
Stębark (tysk: Tannenberg) er en landsby i det nordøstlige Polen. Byen ligger i voivodskabet Ermland-Masurien. Før 1945 var området en del af Østpreussen med navnet Tannenberg. Efter krigen blev de tilbageværende tyske borgere forvist, da området som et resultat af Potsdam-konferencen blev overført til Polen.
Området omkring landsbyen er kendt for to store slag, der fandt sted her. Den 15 juli 1410, Den Tyske Orden slået af et forenet hær af Kongeriget Polen og Storfyrstendømmet Litauen i det Første slag ved Tannenberg.
Under 1. Verdenskrig vandt en tysk hær i 1914, under kommando af feltmarskal Paul von Hindenburg en vigtig sejr over de to russiske hære, som havde invaderet Østpreussen, Andet slag ved Tannenberg.

Til minde om de to slag blev i 1927 opført et stort monument; Tannenbergmonumentet i nærheden af byen.
53°29′46″N 20°08′09″Ø / 53.4961°N 20.1358°Ø